# Шпеер, Альберт
А́льберт Шпеер (нем. Albert Speer; 19 марта 1905, Мангейм — 1 сентября 1981, Лондон) — личный архитектор Гитлера, рейхсминистр вооружения и военного производства (1942—1945). 1 октября 1946 года Международный военный трибунал в Нюрнберге признал его виновным в совершении военных преступлений и преступлений против человечности и приговорил к 20 годам тюремного заключения. 30 сентября 1966 года Шпеер покинул тюрьму Шпандау, отбыв полностью срок заключения.

## Биография

### Годы учения
Альберт Шпеер родился в Мангейме в семье архитектора Альберта Фридриха Шпеера и его жены Луизы Матильды Вильгельмины, урождённой Хоммель. У него было двое братьев — старший Герман (род. 1902) и младший Эрнст (род. 1906, пропал без вести под Сталинградом в 1943 году). С 1911 по 1918 год учился сначала в частной школе, а затем в реальном училище (ныне гимназия имени Лессинга). В 1918 году семья переехала в Гейдельберг, поселившись на просторной вилле из 15 комнат, которую отец построил в качестве инвестиции и летнего дома. Причиной переезда стал земельный участок размером 30 тыс. квадратных метров, на котором в период острой нехватки продуктов питания можно было выращивать овощи. Шпеер продолжил обучение в местном Высшем реальном училище (ныне гимназия имени Гельмгольца). Весной 1922 года познакомился со своей будущей женой Маргаретой Вебер (1905—1987). В 1923 году по настоянию отца поступил на архитектурный факультет Университета Карлсруэ, но вскоре пришло разочарование. В одном из писем Маргарете Шпеер жаловался на «скучных профессоров, глупые занятия и ужасно провинциальный город». Весной 1924 года он перевёлся в Мюнхенскую высшую техническую школу. Здесь он встретил учителей, у которых, как он впоследствии писал своим детям, «учёба доставляла удовольствие». В этот период он также познакомился с Рудольфом Волтерсом, тесные отношения с которым у него сохранились на всю жизнь. Осенью 1925 года Шпеер перевёлся в Берлинскую высшую техническую школу. Он очень хотел записаться на семинар Ганса Пёльцига, но тот набирал ограниченное число студентов. Поэтому ему пришлось пойти сначала к Эриху Блунку, а потом к Генриху Тессенову. Получив в ноябре 1927 года диплом, он вместе с Волтерсом работал помощником Тессенова в Академии искусств. В апреле 1929 года из-за нехватки заказов Волтерс был уволен, а Шпееру Тессенов предложил стать своим научным ассистентом в Высшей технической школе.

### Под крылом национал-социалистов
4 декабря 1930 года Гитлер выступил с речью перед берлинскими студентами, профессорами и преподавателями в парке Хазенхайде. Эта речь произвела на Шпеера, как он писал в своих мемуарах, неизгладимое впечатление. При этом ещё весной 1930 года он стал руководителем национал-социалистического автомобильного корпуса в берлинском районе Ванзе. 1 марта 1931 года он вступил в НСДАП (членский номер 474481) и штурмовые отряды, а через полтора года перевёлся в СС. В Мангейме открыл собственное архитектурное бюро. В 1932 году получил первые партийные заказы на незначительную перестройку некоторых объектов НСДАП.

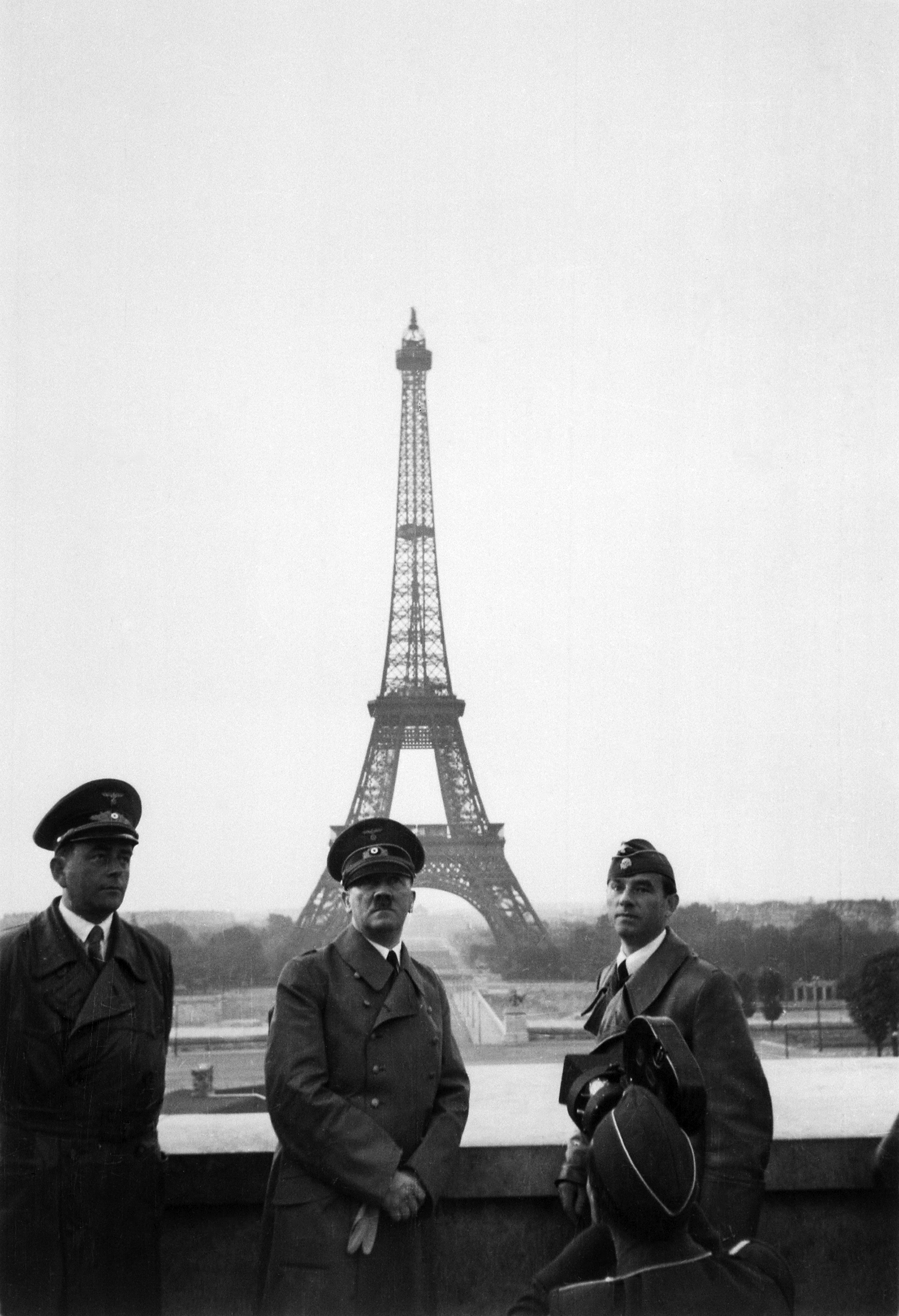
Шпеер, Гитлер и Арно Брекер в захваченном Париже. 23 июня 1940 года

В марте 1933 года по заданию Геббельса перестроил здание министерства пропаганды. Познакомился с Гитлером, который, обратив внимание на его организационный талант, назначил его техническим ассистентом своего любимого архитектора Пауля Людвига Трооста и поручил перестройку рейхсканцелярии. Шпеер очень быстро вошёл в ближний круг фюрера.
В 1933 году участвовал в оформлении первомайской демонстрации НСДАП в Темпельхофе и партийного съезда НСДАП в Нюрнберге, использовав красные полотнища и фигуру орла с размахом крыльев в 30 метров. Грандиозное шествие на открытии съезда запечатлела Лени Рифеншталь в своей документально-постановочной ленте «Победа веры». В том же году Шпееру была поручена реконструкция штаб-квартиры НСДАП в Мюнхене.
В январе 1934 года после смерти Пауля Людвига Трооста он стал личным архитектором Гитлера, автором проектов новой рейхсканцелярии и территории съездов НСДАП в Нюрнберге.
Шпеер переработал проект Олимпийского стадиона Вернера Марха для Летних Олимпийских игр 1936 года, заменив по распоряжению Гитлера стеклянный фасад на каменный. Он также спроектировал Немецкий павильон для Всемирной выставки 1937 года в Париже.

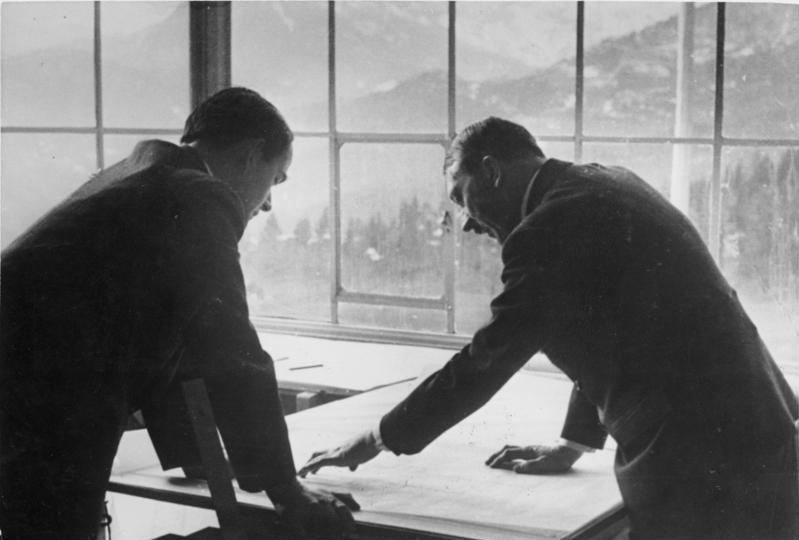
Шпеер и Гитлер в Бергхофе, 1938

В 1938 году Шпеер получил звание прусского государственного советника и был награждён золотым знаком НСДАП. В 1941—1945 годах был депутатом рейхстага от западного избирательного округа Берлина.
23 июня 1940 года — через день после заключения Компьенского перемирия с Францией — вместе с архитектором Германом Гизлером и скульптором Арно Брекером в качестве гида сопровождал Гитлера во время его краткосрочной поездки в поверженный Париж.

### Архитектор Гитлера
30 января 1937 года Шпеер был назначен Гитлером генеральным инспектором по строительству имперской столицы. В 1938—1939 годах он разработал генеральный план реконструкции Берлина. План предусматривал две оси, проходящие через центр города перпендикулярно друг другу — с запада на восток и с севера на юг. Место пересечения осей должен был украсить гигантский Зал Народа. По каждую сторону Северо-южной оси предполагалось построить крупные железнодорожные вокзалы. От Южного вокзала к Залу Народа через Триумфальную арку вела Парадная улица шириной 120 м и длиной около 5 км, вдоль которой должны были расположиться министерства и ведомства рейха. По замыслу Гитлера, Берлин должен был стать столицей нового мира:

Берлин как столицу мира можно будет сравнить лишь с Древним Египтом, Вавилоном или Римом! По сравнению с ним Лондон или Париж — ничто!
Шпеер был приверженцем «теории ценности руин», согласно которой монументальные здания «Тысячелетнего рейха» должны были производить впечатление и в отдалённом будущем, когда о былом величии империи будут напоминать лишь их руины.

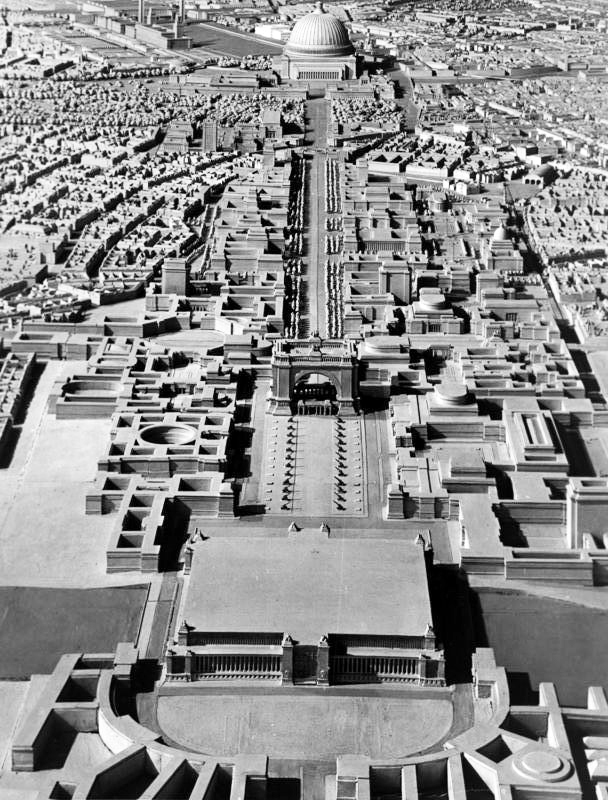
Столица мира Германия. Модель, 1939

Тогда как по состоянию на апрель 1938 года в Берлине не хватало более 190 тыс. жилых квартир, разработанный план предусматривал снос до 17 тыс. квартир в исторической части города. При этом для постройки нового жилья не было ни материалов, ни рабочей силы. 14 сентября 1938 года на одном из совещаний Шпеер лично предложил «принудительное выселение евреев», заявив, что обсудит этот вопрос с Гитлером. Тогда он по собственной инициативе действовал в духе антисемитской политики, которая представлялась ему вполне нормальной. После того как Гитлер утвердил это предложение, последовали расторжения договоров на аренду с жильцами-евреями, их принудительное выселение и направление в так называемые «еврейские дома», а также «аризирование» еврейской недвижимости на основе «Распоряжения об использовании еврейской собственности».
С началом войны в сентябре 1939 года Шпеер отдал распоряжение об остановке сноса жилья. Однако выселение еврейских жильцов и собственников на этом не завершилось. Впоследствии близкий соратник и друг Шпеера Рудольф Волтерс в одном из писем сообщал об освобождении от евреев в общей сложности 23 765 квартир.
В сентябре — октябре 1941 года составленные ведомством Шпеера списки освобождения берлинских квартир от евреев послужили основой для депортации берлинских евреев в Ригу. В заключительном отчёте было сказано о «переселении» на новые места 75 тыс. евреев.

### Министр вооружения
3 сентября 1939 года Шпеер получил от Геринга заказ на строительство и перестройку объектов военной авиационной промышленности. К концу года под его ответственностью находилось 200 строительных площадок. Число его сотрудников достигло 54 тыс. человек. Радиус его действий распространился на территорию всего рейха. При этом он тесно сотрудничал с Организацией Тодта, которая с мая 1938 года возводила так называемый Западный вал. С 1 мая 1940 года он занимался строительством испытательного полигона в Пенемюнде.
С сентября 1940 года в его задачу входило также строительство объектов ПВО и устранение повреждений в ходе воздушных налётов противника. После нападения Германии на Советский Союз в 1941 году рейхсминистр вооружений Фриц Тодт поручил Шпееру восстановление фабрик и железнодорожных путей на оккупированной Украине.
8 февраля 1942 года после гибели Фрица Тодта Гитлер назначил его рейхсминистром вооружения и боеприпасов, генеральным инспектором дорог, а также генеральным инспектором водных и энергоресурсов.
В этом качестве успешно руководил всей военной промышленностью рейха и её переориентацией на тотальную войну. Несмотря на повреждённую немецкую инфраструктуру и перебои в снабжении сырьём, к 1944 году Шпееру удалось добиться значительного роста производства вооружений.
Шпееровская организация военной промышленности, в частности, опиралась на использование подневольных рабочих и заключённых концентрационных лагерей. Для этого Шпеер тесно сотрудничал с Генрихом Гиммлером и его организацией СС. 15 сентября 1942 года он принял участие в обсуждении «расширения барачного лагеря Освенцим в результате восточной миграции». За понятием «восточная миграция» скрывался процесс депортации и уничтожения евреев в соответствии с решениями Ванзейской конференции. В стремлении использовать работоспособных заключённых в своих целях Шпеер одобрил «расширение барачного лагеря Освенцим в полном объёме» и выделил «дополнительные средства на Освенцим в размере 13,7 млн рейхсмарок». В ходе совещания была подчёркнута первоочередная необходимость «широкомасштабного использования имеющейся рабочей силы в военной промышленности». Выделенные Шпеером средства позволяли «разместить в Освенциме на постоянной основе в общей сложности 132 тыс. человек». При этом Шпеер хотел в ближайшее время обеспечить «использование для начала 50 тыс. работоспособных евреев на закрытых предприятиях с имеющимися возможностями их размещения». Планы также предусматривали постепенную «ротацию» рабочей силы по мере её истощения. В протоколе об этом сказано в завуалированном виде: «Предназначенные для восточной миграции работоспособные евреи, таким образом, должны будут прервать свою поездку и поработать в военной промышленности». Истощённые, они подлежали убийству.

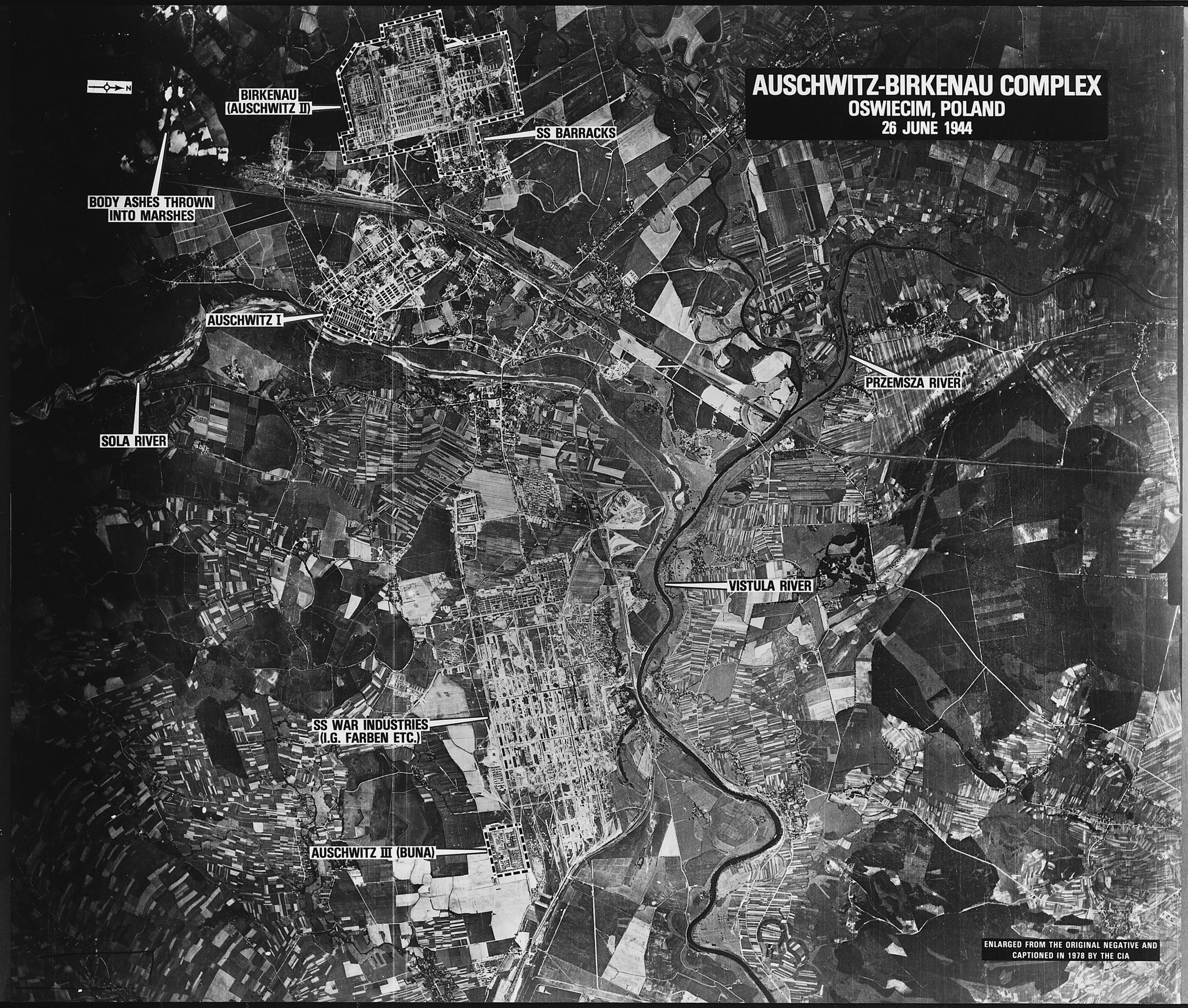
С 1942 года Шпеер руководил также Организацией Тодта, которая строила, снабжала и переоборудовала концлагеря. Под его руководством был расширен Освенцим, крупнейший лагерь смерти. Фото рекогносцировки местности ВВС США, 1944

О посещении Шпеером концентрационных лагерей, о его встречах с заключёнными и подневольными рабочими сохранились отчёты и документы, но почти нет никаких фотографий. Позднее это позволило ему отрицать знание деталей относительно системы эксплуатации и уничтожения. При этом только с 30 марта по 7 апреля 1943 года он посетил более 13 военных заводов и фабрик. 4 апреля 1943 года в Линце в ходе инспекции танкового завода и других предприятий Гитлера и Шпеера сопровождал Адольф Эйхман.
30 марта 1943 года во время посещения концлагеря Маутхаузен Шпеер, установив расточительное использование материалов, тут же упрекнул Гиммлера в том, что его «строительные планы» на 1944 года «ещё больше», чем на 1943 год. Поэтому он потребовал «для расширения концлагерей новое планирование под углом наибольшей эффективности», а также незамедлительный переход к примитивному строительству. В аппарате Гиммлера эти упрёки вызвали удивление, так как 3 февраля 1943 года Шпеер сам утвердил все планы. Он всегда стремился сказать своё слово в том, что касалось проектирования лагерей, и поэтому периодически посылал своих сотрудников с различными проверками. 21 мая 1943 года такая проверка состоялась в Освенциме, на который Шпеер намеревался выделить дополнительные строительные материалы. После совещания у коменданта Рудольфа Хёсса сотрудники Шпеера осмотрели весь лагерь. В этот день в него доставили около 1000 польских евреев, многие из которых были тут же убиты. Сотрудники Шпеера увезли в Берлин обширную документацию, включая «папку с фотографиями». На следующий день они отчитались о своей поездке Шпееру, и уже 30 мая 1943 года он выделил Гиммлеру необходимые материалы для дальнейшего расширения Освенцима.
2 сентября 1943 года различные ведомства Шпеера были объединены в Имперском министерстве вооружения и военного производства. При Шпеере стремительно возросла численность иностранных рабочих. В августе 1944 года она достигла 7,6 млн. По оценкам историков, численность задействованных в годы Второй мировой войны на территории Германского рейха в границах 1942 года иностранных гражданских рабочих, военнопленных и заключённых составила в общей сложности 13,5 млн. Общая численность немецких и иностранных гражданских рабочих на 20 сентября 1944 года достигла 28 913 634 человека. По оценкам историков, в период с 1939 по 1945 год погибли около 490 тыс. иностранных гражданских рабочих, не считая военнопленных. Сколько из этих смертей лежало на совести Шпеера, до сих пор не исследовано.
Зимой 1944 года Шпеер тяжело заболел и несколько месяцев не мог исполнять свои служебные обязанности. 8 мая 1944 года, вернувшись в Берлин, он снова приступил к работе. Уже само по себе его возвращение на службу оказало мобилизующее воздействие. В качестве эффективного менеджера он до последних недель войны продолжал вносить свой непосредственный вклад в стабилизацию режима. В это время он часто ездил в Оберзальцберг, где находился Гитлер, чтобы после нескольких месяцев отсутствия ещё раз продемонстрировать свою «близость к фюреру», а также реализовать ряд решений. После попытки переворота 20 июля 1944 года были обнаружены документы участников заговора, в которых они предлагали его в качестве министра нового правительства. Однако Шпеер смог убедительно объяснить, что он об этом ничего не знал и не поддерживал никаких связей с заговорщиками. Он действительно никогда не был вовлечён в планы и действия участников заговора, однако и сам никогда не планировал покушение на Гитлера, о котором он заявил сначала на Нюрнбергском процессе, а затем рассказывал в мемуарах и многочисленных интервью.
С середины января 1945 года Шпеер стал настраиваться на окончание войны и задумался о своей последующей роли. 15 марта 1945 года он послал Гитлеру докладную записку, в которой подчеркнул, что «через 4—5 недель произойдёт окончательный крах немецкой промышленности», после чего «войну нельзя будет продолжать и военными средствами». Гитлер ответил на это распоряжением, которое вошло в учебники по истории как так называемый приказ Нерона об уничтожении промышленных предприятий и инфраструктуры рейха, которые могли быть использованы неприятелем. Этот приказ не был адресован Шпееру. За все указанные объекты отвечали либо военные командные инстанции, либо гауляйтеры. Однако Шпеер ставил себе в заслугу тот факт, что ему удалось добиться у Гитлера ограничения этого приказа. 20 апреля 1945 года он, как и другие высокопоставленные нацисты, прилетел в осаждённый Берлин на 56-летие Гитлера. В исторической литературе говорится, что 23 апреля Шпеер в последний раз приезжал в Берлин, чтобы проститься с Гитлером. Однако главной целью этой поездки были его личные дела, его семья, его имущество. 29 апреля 1945 года — за день до самоубийства — Гитлер в политическом завещании освободил Шпеера от должности, заменив его Карлом Отто-Зауром, но Карл Дёниц проигнорировал это решение.

### Военный преступник
После капитуляции Германии 8 мая 1945 года, по свидетельству фон Крозига, Шпеер «настоятельно» советовал Дёницу «сложить полномочия», тогда как себя он «уже на следующий день видел в качестве строителя разрушенных городов и переговорщика с Советами» и даже запросил для этой цели сотрудников.
23 мая 1945 года вместе с другими членами Фленсбургского правительства был арестован англичанами и отправлен в Мондорф-ле-Бен в Люксембурге, где западные союзники создали специальный центр для допросов под названием Ashcan (Мусорный бак). Даже после этого некоторое время думал, что его привлекут к восстановлению разрушенной экономики. Спустя две недели он был доставлен в Версаль, а оттуда через Мангейм в замок Крансберг под Франкфуртом. В нём находился второй центр для допросов под названием Dustbin («Мусорный ящик»). Здесь союзники собрали всех тех, кого они считали руководителями военной экономики и техники.

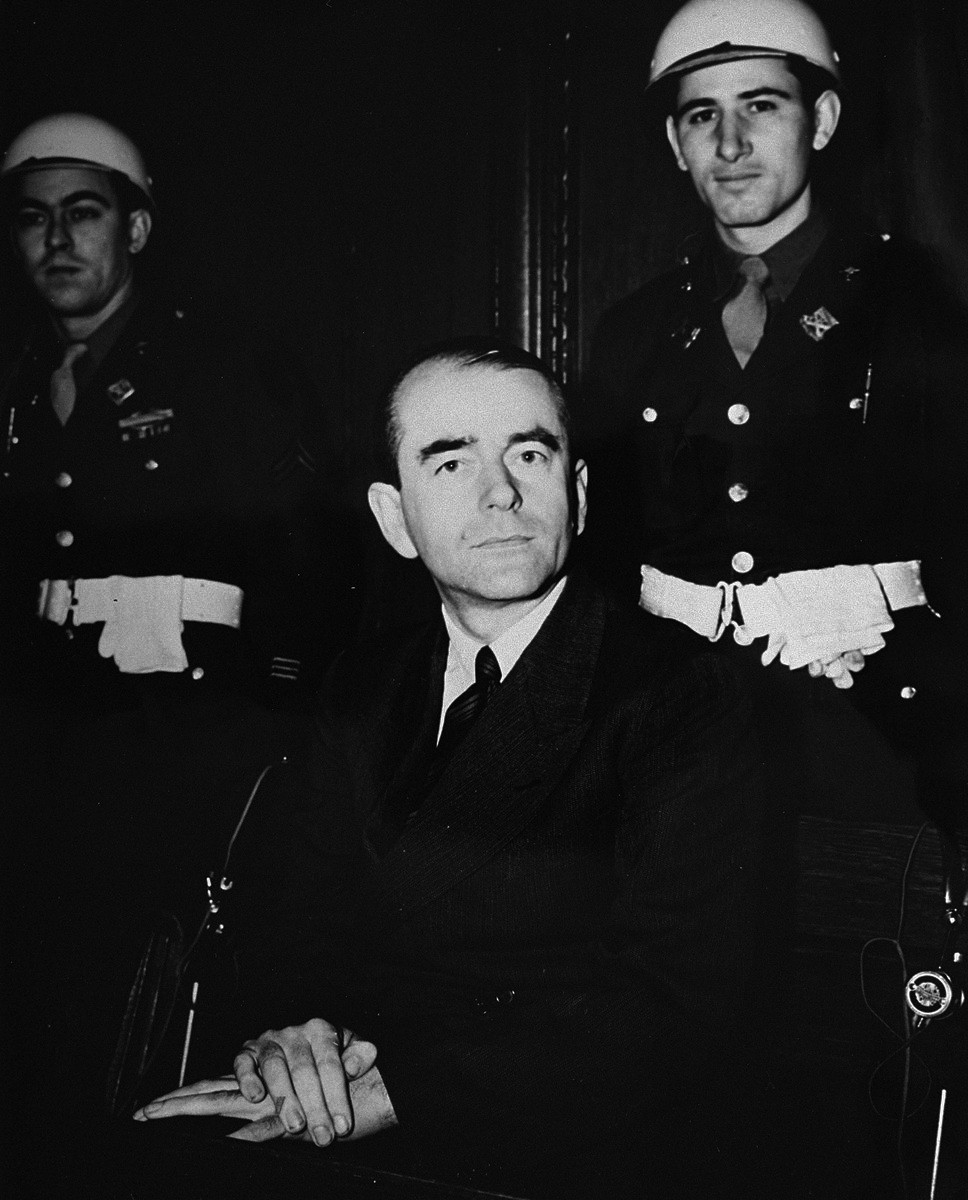
Альберт Шпеер на Нюрнбергском процессе, 1946

В ходе Нюрнбергского процесса против главных военных преступников вместе со своим адвокатом попытался создать как можно более безобидное и даже положительное представление о своей деятельности. При этом как американский, так и советский обвинители сосредоточились лишь на немногих аспектах, за которые он отвечал. Берлинская жилищная политика в отношении евреев, многолетнее сотрудничество с СС вообще не упоминались. О широких полномочиях Шпеера юристы союзников были плохо осведомлены. Обвинение ориентировалось на его собственные показания, сделанные на допросах. В пользу Шпеера говорили его легенды об участии в планах переворота, о подготовке покушения на Гитлера и саботаже приказа о «выжженной земле». При этом он был одним из немногих обвиняемых, которые признали свою вину. 31 августа 1946 года в своём последнем слове Шпеер попытался изобразить немцев соблазнёнными жертвами диктатуры:

Диктатура Гитлера была первой диктатурой индустриального государства в век современной технологии, диктатурой, которая довела до совершенства технологический инструментарий, чтобы повелевать собственным народом… С помощью таких технических средств, как радио и громкоговорители, у восьмидесяти миллионов людей было отнято самостоятельное мышление.

В итоге из 8 судей, участвовавших в принятии решения о мере наказания для Шпеера, 3 высказались за смертную казнь, 1 за пожизненное заключение, и ещё 4 за длительный срок лишения свободы. В ходе двухдневных дискуссий все судьи выработали компромиссное решение, и 1 октября 1946 года Международный военный трибунал в Нюрнберге признал Альберта Шпеера виновным в совершении военных преступлений и преступлений против человечности и приговорил его к 20 годам тюремного заключения. В вину ему было поставлено использование труда заключённых концлагерей.
Вместе с шестью другими осуждёнными его поместили в бывшую военную тюрьму Шпандау на территории Западного Берлина. Эта тюрьма находилась под контролем представителей четырёх стран-союзниц. Многочисленные прошения о помиловании со стороны семьи и политиков были отклонены из-за возражений Советского Союза. 30 сентября 1966 года Шпеер вышел из тюрьмы, отбыв весь срок заключения.

### После освобождения из заключения
После освобождения из заключения Альберт Шпеер продал за 150 тыс. немецких марок возвращённую ему берлинскую недвижимость и жил в основном в Гейдельберге на вилле, которую в 1905 году построил его отец и которая до сих пор находится в семейном владении. В 1969 году он опубликовал написанные ещё в тюрьме «Воспоминания», которые пользовались большим успехом. В 1975 году вышла его книга «Шпандау: Тайный дневник» (нем. Spandauer Tagebücher), а в 1981 году — «Государство рабов. Мои разногласия с СС» (нем. Der Sklavenstaat — Meine Auseinandersetzung mit der SS). В них он изобразил себя аполитичным технократом и интеллектуалом, который почти ничего не хотел знать о преступлениях режима и только «исполнял свой долг».
В финансовом отношении Шпеер мог вести беззаботную жизнь. Источником заработка служили его мемуары и интервью. Кроме того, Шпеер время от времени тайно продавал картины из своей коллекции украденных в период национал-социализма произведений искусства, которые с 1938 года он периодически покупал по заниженной цене у нацистского торговца Карла Хаберштока. От анонимной продажи картин через аукционный дом «Лемперц» в Кёльне Шпеер получил доход в размере около 1 млн немецких марок наличными.
Альберт Шпеер скоропостижно скончался 1 сентября 1981 года в Лондоне от инсульта, который случился в отеле Park Court во время встречи с любовницей.

## Память
- В 1982 году по воспоминаниям Шпеера был снят телефильм Inside the Third Reich[40] с Рутгером Хауэром в главной роли. В роли отца Шпеера снялся Джон Гилгуд, роль Гитлера исполнил Дерек Джекоби.
- В 2005 году в Германии демонстрировались трёхсерийный художественно-документальный телевизионный фильм Генриха Брелёра «Шпеер и он» (нем. Speer und er), посвящённый взаимоотношениям Шпеера и Гитлера, и документальный фильм Артёма Деменка «Столица мира Германия» (нем. Welthauptstadt Germania) о генеральном плане реконструкции Берлина.
- Шпеер едет в Голливуд / Speer goes to Hollywood (2020), документальный фильм Ванессы Лапа.

### В искусстве
- т/ф «Нюрнберг» (в роли Шпеера — Герберт Кнауп)
- х/ф «Бункер» (в роли Шпеера — Ричард Джордан)
- х/ф «Бункер» (в роли Шпеера — Хайно Ферх)
- х/ф «Шпеер и Гитлер» (в роли Шпеера — Себастьян Кох)
- т/сериал «Семнадцать мгновений весны» (в роли Шпеера — Алексей Бояршинов)
- т/ф «Внутри Третьего Рейха» (Inside the Third Reich, 1982) (в роли Шпеера — Рутгер Хауэр)
- «Дорогой друг Гитлер» (Индия, 2011). В роли Шпеера Нассар Абдулла
- Писатель-фантаст Андрей Мартьянов написал романы в жанре альтернативной истории «Der Architekt. Без иллюзий» (2013) и «Der Architekt. Проект „Германия“» (2014), в которых Шпеер является главным героем.
- х/ф «Фюрер и растлитель[нем.]» (Германия, 2024), режиссёр Йоахим Ланг, в роли Шпеера Петер Виндхофер[нем.]